# Carl Maria von Weber

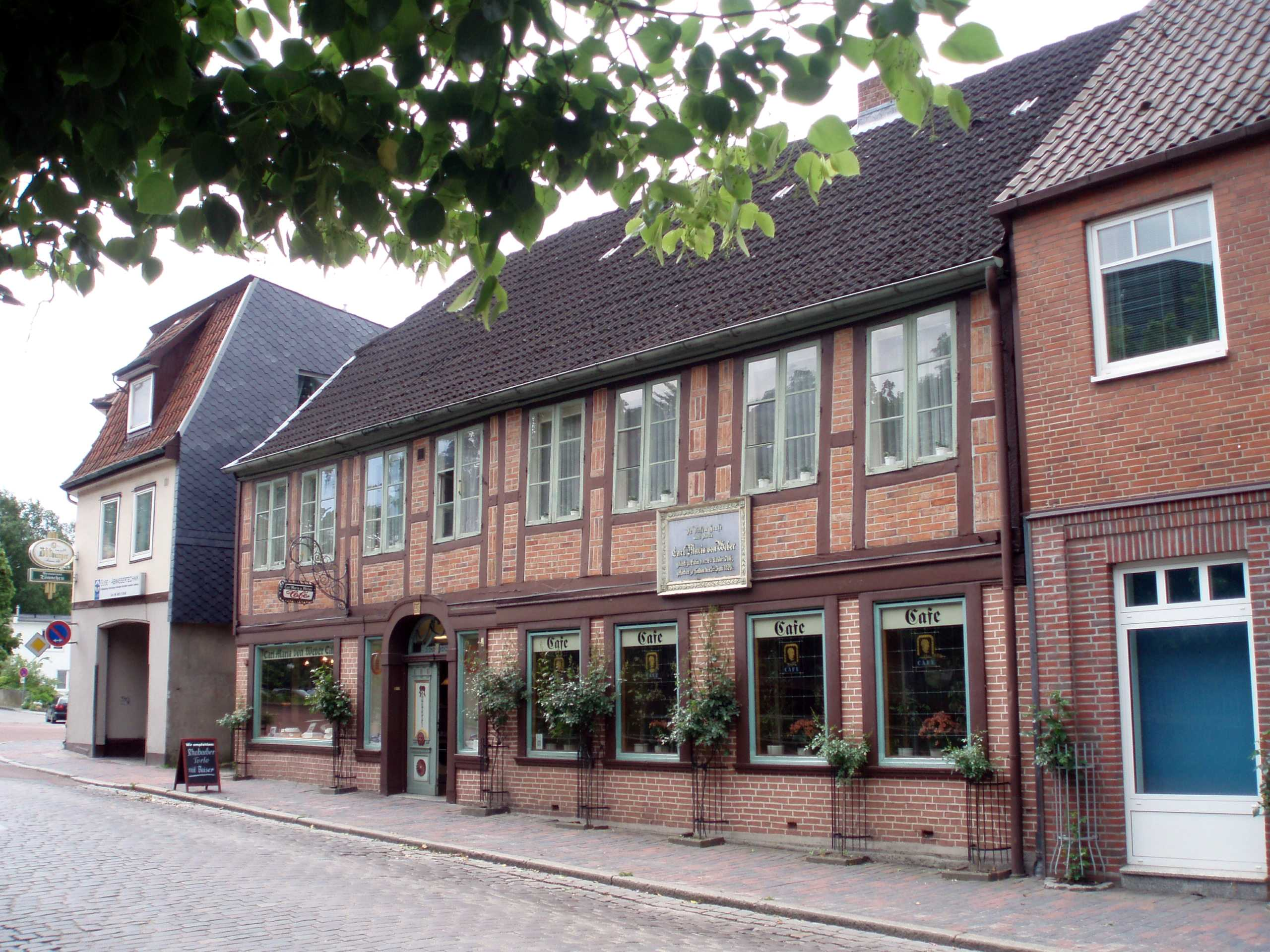
Geboortehuis van Carl Maria von Weber te Eutin

Carl Maria Friedrich Ernest von Weber (Eutin, 18 november 1786 – Londen, 5 juni 1826) was een Duitse componist. Hij is vooral bekend door de opera's Der Freischütz, Euryanthe en Oberon.
In Dresden is zijn toenmalige zomerwoning ingericht als het Carl-Maria-von-Weber-Museum. In het Noord-Duitse Eutin is er een permanente expositie over Von Weber in het Ostholstein-Museum.

## Leven
Carl Maria von Weber werd geboren in Eutin in het prinsbisdom Lübeck als oudste van drie kinderen van Franz Anton von Weber en zijn tweede vrouw Genovefa Brenner. Carl Maria von Weber studeerde als kind muziek bij Heuschkel in Hildburghausen. In 1798 overleed zijn moeder. In datzelfde jaar vertrok Von Weber naar Salzburg om les te gaan krijgen van Michael Haydn. Later volgde Von Weber nog muziekles in München bij de zanger Johann Evangelist Wallishauser en bij de organist J.N. Kalcher. In 1798 schreef hij ook zijn eerste muziekstukken: zes fughettes voor piano. Korte tijd later schreef hij onder meer een mis en een opera Die Macht der Liebe und des Weins. Deze stukken zijn echter niet bewaard gebleven.

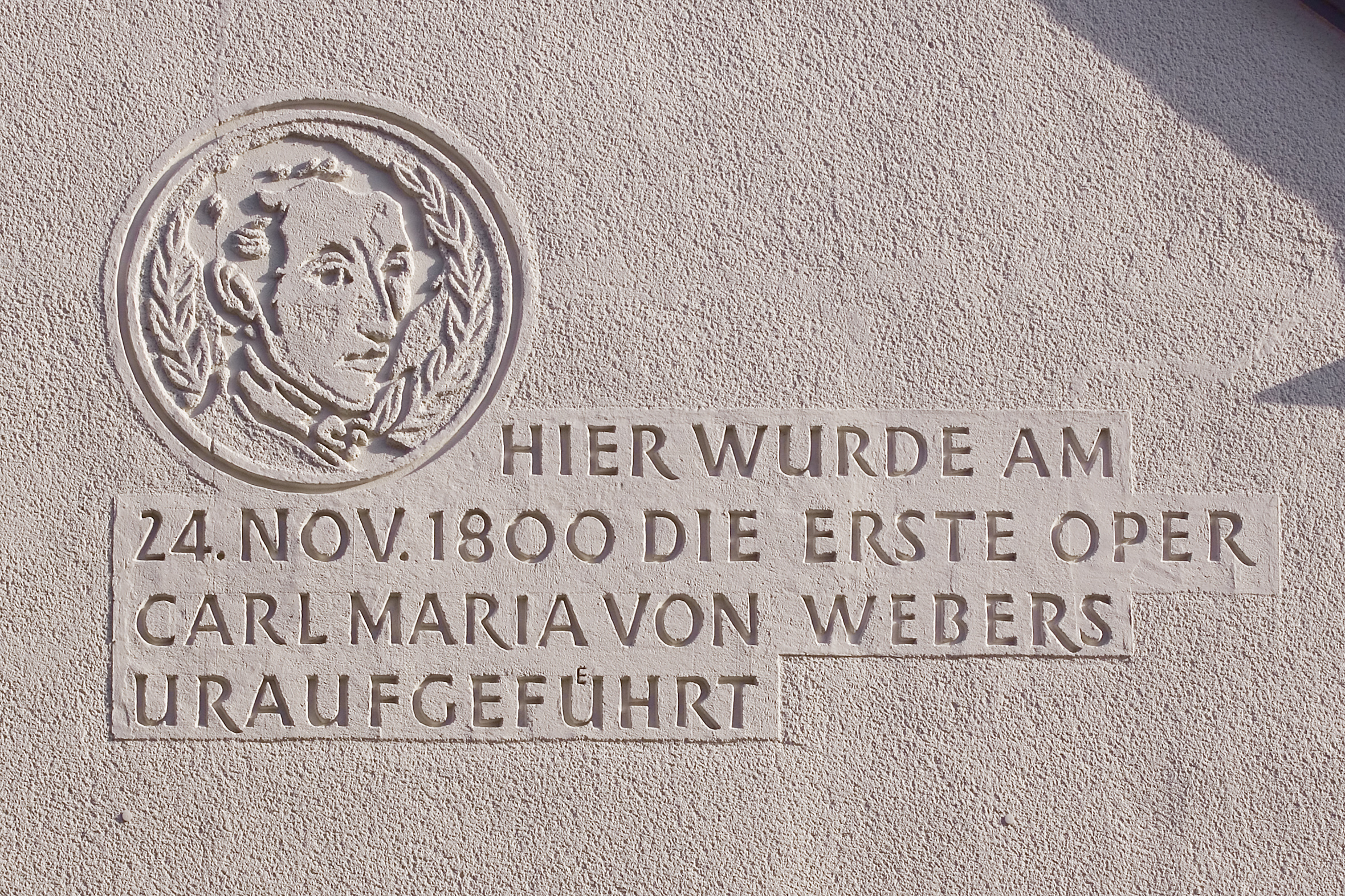
Gedenkplaat voor de première van de opera Das Waldmädchen

In 1800 verhuisde de familie Von Weber naar Freiberg in Saksen. Von Weber, toen 14 jaar oud, schreef daar de opera Das stumme Waldmädchen. Deze opera werd later nog gespeeld in Wenen, Praag en Sint-Petersburg. Von Weber schreef ook recensies in kranten, onder andere in de Leipziger Neue Zeitung.
In 1801 verhuisde de familie weer terug naar Salzburg. Von Weber ging daar studeren bij Joseph Haydn en bij Abbé Vogler. In 1803 verscheen Von Webers opera Peter Schmoll und seine Nachbarn; met deze opera vestigde Von Weber definitief zijn status als populair componist.
Abbé Vogler was onder de indruk van het talent van zijn leerling en op zijn voordracht werd Von Weber benoemd tot directeur van de Opera in Breslau. Niet veel later kreeg Von Weber een betrekking aan het hof van de keurvorst van Württemberg, Frederik I.
Persoonlijk zat het Von Weber niet mee. Hij nam in een vlaag van frustratie ontslag in Breslau, werd eens gearresteerd wegens het niet betalen van rekeningen en fraude en verbannen van Württemberg en was betrokken bij enkele schandalen. Maar als componist ging het hem voor de wind. Naast opera's en stukken voor de piano, was Von Weber ook bekend om zijn religieuze muziek, vooral katholieke missen.
Von Weber maakte in 1810 een tocht langs verschillende steden in Duitsland en in 1813 werd hij directeur van het Statentheater (Stavovské divadlo) in Praag. Aldaar werd hij opgevolgd door Josef Triebensee. In 1816 en 1817 werkte Von Weber in Berlijn en vanaf 1817 was hij directeur van de prestigieuze opera van Dresden. Von Weber werkte hard aan de erkenning van de Duitse opera, als reactie op de Italiaanse opera die Europa toen nog domineerde.

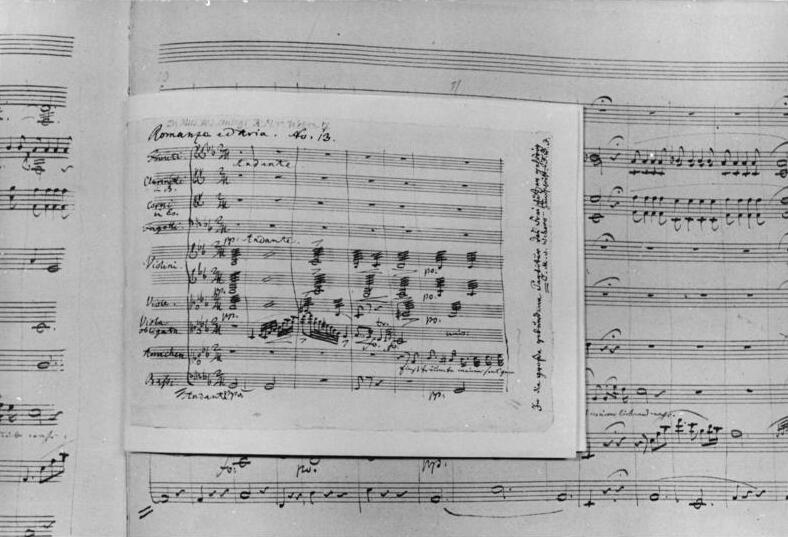
Originele partituur van de opera Der Freischütz

In 1821 bereikte Von Weber het hoogtepunt van zijn carrière met de voltooiing van zijn meesterwerk, de opera Der Freischütz. De compositie was muzikaal vernieuwend door het kwistig gebruik van meerdere lagen harmonieën (wat Richard Wagner later zou overnemen) en het gebruik van populaire thema's uit volksmuziek uit Centraal-Europa. Ook het script, waarin Lucifer zelf in een nachtelijk bos verscheen en het min of meer open einde (zowel muzikaal als wat verhaal betreft), was voor die tijd zeer vernieuwend. De opera had zijn première in Berlijn.
In 1824 kreeg Von Weber een uitnodiging van het operahuis Covent Garden in Londen om de opera Oberon, een bewerking van A Midsummer Night's Dream van William Shakespeare, te componeren en te produceren. Von Weber nam de uitnodiging aan en vertrok in 1826 naar Engeland om de opera af te maken en aanwezig te zijn bij de uitvoering. Hij leed toen al aan tuberculose en in de nacht van 4 op 5 juni overleed hij in Londen aan deze ziekte. Aanvankelijk werd hij begraven in Londen, maar achttien jaar later werden zijn resten opgegraven en herbegraven in Dresden.

## Lijst van composities

### Werken voor orkest

#### Symfonieën
- 1807 Symfonie nr 1 in C groot
- 1807 Symfonie nr 2 in C groot

#### Concerten voor instrumenten en orkest
- 1805 Romanza Siciliana, voor dwarsfluit en orkest
- 1808 Grand Potpourri, voor cello en orkest
- 1809 rev.1813 Andante en Rondo Ungarese, voor altviool en orkest (herzien voor fagot in 1813, op. 35)
- 1810 Concert nr. 1 in C majeur, voor piano en orkest
- 1811 Concert nr. 1 in f mineur, voor klarinet en orkest
- 1811 Concert nr. 2 in Es majeur, voor klarinet en orkest
- 1811 Concertino, voor klarinet en orkest
- 1811 rev.1822 Concert in F majeur, voor fagot en orkest, op. 75
- 1812 Concert nr. 2 in Es majeur, voor piano en orkest
- 1815 Concertino, voor hoorn en orkest
- 1821 Concertstuk in f mineur, voor piano en orkest

#### Ouvertures
- 1811 Der Beherrscher der Geister, ouverture
- 1818 Jubel Ouverture

### Werk voor militaire kapel
- 1822 Marsch für das königlich preußische 2. Leib-Husaren Regiment

### Kerkmuziek
- 1802 Grosse Jugendmesse
- 1818 Mis in Es groot Freischütz Messe
- 1819 Mis in G groot Jubel-Messe

### Muziektheater

#### Opera's
| Voltooid in          | titel                                                  | aktes       | première | libretto |
| -------------------- | ------------------------------------------------------ | ----------- | --- | --- |
| 1799                 | Die Macht der Liebe und des Weins, WeV C.1 / JV Anh. 6 |             | niet uitgevoerd                                                                                                 | |
| 1800                 | Das Waldmädchen, WeV C.2 / JV Anh. 1                   | 2 bedrijven | 24 november 1800, Freiberg, Theater am Buttermarkt                                                              | Karl Ritter von Steinsberg                                                                                               |
| 1801-1802            | Peter Schmoll und seine Nachbarn, WeV C.3 / JV 8       | 2 bedrijven | vermoedelijk 1803, Augsburg                                                                                     | Joseph Türk |
| 1804-1805            | Rübezahl, WeV C.4 / JV 44-46                           | 2 bedrijven | 1806 Breslau; 1941, Dresden; 1981, Karlsruhe                                                                    | Johann Gottlieb Rhode |
| 1808-1810; rev. 1812 | Silvana, WeV C.5 / JV 87                               | 3 bedrijven | 16 september 1810, Frankfurt am Main, Stedelijk theater; gereviseerde versie: 10 juli 1812, Berlijn, Schouwburg | Franz Carl Hiemer |
| 1810-1811            | Abu Hassan, WeV C.6 / JV 106                           | 1 akte      | 4 juni 1811, München, Residenz-Theater                                                                          | Franz Carl Hiemer naar een verhaal in Antoine Gallands verzameling Duizend-en-één-nacht                                  |
| 1817-1821            | Der Freischütz, (op. 77), WeV C.7 / JV 277             | 3 bedrijven | 18 juni 1821, Berlijn, Koninklijke Schouwburg                                                                   | Johann Friedrich Kind |
| 1820-1824            | Die drei Pintos, WeV C.8 / JV Anh. 5                   | 3 bedrijven | 20 januari 1888, Leipzig, Neues Stadttheater                                                                    | Theodor Winkler |
| 1822-1823            | Euryanthe, (op. 81) WeV C.9 / JV 291                   | 3 bedrijven | 23 december 1825, Berlijn; 25 oktober 1923, Wenen, Kärntnerthortheater                                          | Helmina von Chézy |
| 1825-1826            | Oberon, WeV C.10 / JV 306                              | 3 bedrijven | 12 april 1826, Londen, Royal Opera House Covent Garden                                                          | James Robinson Planché naar Christoph Martin Wielands versenepos "Oberon" en William Shakespeares "Midsummernightsdream" |

#### Toneelmuziek
| Voltooid in     | titel | tekst                                                          | première                     |
| --------------- | --- | -------------------------------------------------------------- | ---------------------------- |
| 1809            | Turandot, (op. 37) WeV F.1 / JV 75                                                                                        | Friedrich von Schiller                                         | 20 september 1809, Stuttgart |
| 1811            | Der arme Minnesinger, op. 25/2, 3 en 5 WeV F.2 / JV 110-113                                                               | August von Kotzebue                                            | 9 juni 1811, München         |
| 1813            | Das österreichische Feldlager, WeV F.3 / JV Anh. 43-45                                                                    | Heinrich Schmidt                                               | 24 oktober 1813, Praag       |
| 1813            | Romeo and Julia, voor gemengd koor, WeV F.4 / JV Anh. 48                                                                  | William Shakespeare                                            | 9 december 1813, Praag       |
| 1815            | Lieb' und Versöhnen oder Die Schlacht bei Leipzig, WeV F.5 / JV 186-187                                                   | Friedrich Wilhelm Gubitz                                       | 18 oktober 1815, Praag       |
| 1815            | "Was stürmet die Heide herauf" tot "Gordon und Montrose", Ballade op. 47/3 WeV F.6 / JV 189                               | Georg Reinbeck                                                 | 19 november 1815, Praag      |
| 1817            | König Yngurd, WeV F.8 / JV 214                                                                                            | Adolph Müllner                                                 | 14 april 1817, Dresden       |
| 1817            | Die Ahnfrau, WeV F.9 / JV Anh. 65                                                                                         | Franz Grillparzer                                              | 18 september 1817, Dresden   |
| 1818            | Das Haus Anglade, WeV F.14 / JV 227                                                                                       | Theodor Winkler                                                | 13 april 1818, Dresden       |
| 1818            | Der Tod Heinrichs IV. von Frankreich, WeV F.15 / JV 237                                                                   | Eduard Gehe                                                    | 6 juni 1818, Dresden         |
| 1818            | Sappho, WeV F.16 / JV 240                                                                                                 | Franz Grillparzer                                              | 18 juni 1818, Dresden        |
| 1818            | Die Zwillinge, WeV F.18 / JV Anh. 71                                                                                      | Friedrich Maximilian Klinger, bewerkt door Karl August Rublack | 18 augustus 1818, Dresden    |
| 1818            | Liebe um Liebe, WeV F.19 / JV 246                                                                                         | Karl August Rublack                                            | 20 september 1818, Dresden   |
| 1820            | "Agnus Dei" tot "Karlo oder Wahnsinn aus Liebe", WeV F.20 / JV 273                                                        | Georg Graf von Blankensee                                      | 5 april 1820, Berlijn        |
| 1820            | Der Leuchtturm, WeV F.21 / JV 276                                                                                         | Ernst von Houwald                                              | 24 april 1820, Dresden       |
| 1820; 1821/1822 | Preciosa, (op. 78) WeV F.22 / JV 279                                                                                      | Pius Alexander Wolff                                           | 14 maart 1821, Berlijn       |
| 1822            | Festspiel zur Nachfeier der Vermählung des Prinzen Johann von Sachsen mit Prinzessin Amalia von Bayern, WeV F.24 / JV 289 | Ludwig Robert                                                  | 28 november 1822, Dresden    |

### Koormuziek
- Der erste Ton (1808)
- Kampf und Sieg (1815)
- Jubel-Kantate (1818)

### Kamermuziek
- Pianokwartet (1809)
- Klarinetkwintet (1815)
- Trio voor fluit, cello en piano (1819)
- 6 progressieve sonates voor viool en piano (1810)
- Grand Duo Concertant in Es groot voor klarinet en piano (1816)
- Divertimento voor gitaar en piano (1816)
- Pianosonates nr. 1 in C groot (Op. 24), nr. 2 in As groot (Op. 39), nr. 3 in d klein (Op. 49), nr. 4 in e klein (Op. 70)

## Trivia
Drie liederen in de liedbundel Kun je nog zingen, zing dan mee zijn op muziek van Weber. Het gaat onder meer om een tekst van W.H. de Groot Wz.